# Деценций (магистр оффиций)
Деценций  (лат. Decentius) — римский государственный деятель второй половины IV века.
В 360 году Деценций был трибуном и нотарием. Император Констанций II отправил его к цезарю Юлиану попросить у него лучших войск, а именно: подразделения герулов, батавов, кельтов и петулантов, а также по триста отборных воинов из других корпусов. Войска не были обрадованы этому приказу, так как они не хотели покидать свою страну и свои семьи, чтобы отправиться на восток, но Деценций взял некоторых наиболее энергичных среди них и выступил на восток. Деценций предложил Юлиану, чтобы все войска прошли через Париж, где безвыездно находился цезарь. Однако в Париже войска провозгласили Юлиана августом. Тогда Деценций вернулся к Констанцию.
Между 364 и 365 он занимал должность магистра оффиций и имел большое влияние при дворе. Деценций был язычником.